# Será porque te quiero
Será porque te quiero è un singolo del gruppo musicale argentino Erreway, pubblicato nel 2002, come sesto ed ultimo estratto del primo album in studio Señales.
Il singolo è presente anche nella compilation Erreway en concierto, El disco de Rebelde Way ed Erreway presenta su caja recopilatoria. Il videoclip stato diretto da Cris Morena e in questo appaiono gli Erreway più alcuni ballerini.

## Tracce
Testi e musiche di Cris Morena e Carlos Nilson.
1. Será porque te quiero – 3:21